# Korsriddarna (film, 1960)
Korsriddarna (originaltitel: Krzyżacy) är en polsk historisk dramafilm från 1960 i regi av Aleksandr Ford med bland andra Andrzej Szalawski, Mieczyslaw Kalenik, Urszula Modrzynska och Grazyna Staniszewska i huvudrollerna. Filmen bygger på den polske författaren och Nobelprisvinnaren Henryk Sienkiewiczs roman Korsriddarna: historisk roman.
Filmen är en skildring av kriget mellan kungariket Polen och tyska orden i början av 1400-talet med kulmen i slaget vid Tannenberg 1410, som var det största i det medeltida Europa.

## Om filmen
Filmen hade en för tiden kolossal produktionsbudget på 38 miljoner złoty. Regissören Aleksander Ford anlitade 15 000 statister till stridsscenerna. Korsriddarna blev den största filmsuccén i Polens historia och höjdpunkten i Fords karriär med intäkter på över 100 miljoner zloty.

## Rollista (i urval)
| Skådespelare           | Roll                                    |
| ---------------------- | --------------------------------------- |
| Urszula Modrzyńska     | Jagienka                                |
| Grażyna Staniszewska   | Danusia                                 |
| Andrzej Szalawski      | Jurand av Spychów, Danusias far         |
| Henryk Borowski        | Zygfryd (Siegried) de Löwe              |
| Aleksander Fogiel      | Maćko av Bogdaniec                      |
| Mieczysław Kalenik     | Zbyszko av Bogdaniec                    |
| Emil Karewicz          | Vladislav II, kung av Polen och Litauen |
| Tadeusz Kosudarski     | Broder Rotgier                          |
| Lucyna Winnicka        | Prinsessan Anna Danuta av Mazovien      |
| Tadeusz Białoszczyński | Janusz I av Mazovien                    |
| Mieczyslaw Voit        | Kuno von Lichtenstein                   |
| Janusz Strachocki      | Stormästare Konrad von Jungingen        |
| Stanisław Jasiukiewicz | Stormästare Ulrich von Jungingen        |